# Михаило Максимовић
Михаило Максимовић (око 1745 — после 1792) био је српски сатиричар, професор, преводилац и књижевник.

## Биографија и каријера
Максимовић је једна од најмање познатих књижевних личности у Србији чија је биографија непотпуна. Не постоји сигуран датум његовог рођења или смрти, а хронолошки догађаји који су се десили током његовог живота нису познати. Савременици су му били Доситеј Обрадовић, Јован Рајић, Павле Соларић, Стефан Новаковић, Арсеније Сечујац и други.
Као учитељ једно време је живео и радио у Бечу, а био је запослен и у Дворској илирској канцеларији као њен секретар.
Био је веома упознат са животом и радом Доситеја Обрадовића.
Максимовић је своје сатире писао у низу текстова под насловом Мали буквар за велику децу на језику простог народа уместо на застарелом славеносрпском. Његови чланци, штампани у српским новинама, касније су састављени и објављени као књига у Бечу 1792. године под истим насловом. Познато је да је био професор јер је много пута премештан на нова места. То се догодило јер се противио доминацији Римокатоличке цркве над секуларним питањима, посебно у образовању.
Био је приморан да остатак живота проведе на мањим функцијама удаљеним од Беча (као што је Петроварадин и друга места која су се сматрала удаљеним у Хабзбуршкој монархији), као и у Београду, Земуну, Темишвару и Будимпешти. Као и многи други у деценији након Француске револуције, постао је прилично реакционаран са променама због којих је већина реформи аустријског цара Јосифа из 1780-их повучена пре него што је умро.
Написао је дело „Ко је папа?“ из 1784. године.
Године 1792. изашао је Мали буквар за велику децу Михаила Максимовића као прва сатирична књига модерне српске књижевности.